# Afërdita Dreshaj

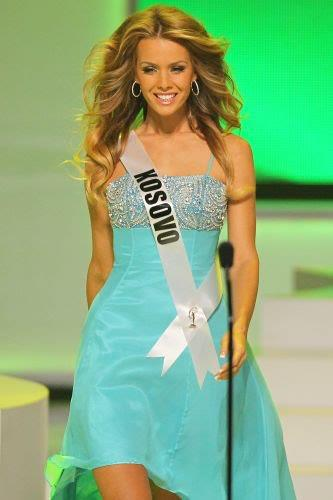
Afërdita Dreshaj

Afërdita Dreshaj (* 19. Juli 1986 in New York City, Vereinigte Staaten) ist eine albanische Sängerin und Model.
Ihre Eltern wanderten aus dem albanischsprachigen Teil von Montenegro nach Michigan aus, wo Dreshaj aufwuchs. Im Jahr 2007 nahm sie an der Miss-Shqiperia-Wahl teil und belegte den 2. Platz. 2011 wurde sie zur Miss Universe Kosovo gekürt, was sie zur Teilnahme an der Miss-Universe-Wahl 2011 in Brasilien berechtigte. Mit Just kiss me veröffentlichte sie über das Plattenlabel Eurolindi 2010 ihr erstes Album. Sie war mit dem albanischen Sänger Shapat Kasabi verlobt. Die Trennung erfolgte im Jahr 2013. Dreshaj heiratete 2018 den tschechischen Eishockeyverteidiger Jakub Kindl. Im März 2021 wurde ihr Sohn geboren.